# Miguel de Yoldi
Miguel de Yoldi (Navarra, c. 1634 - Las Palmas de Gran Canaria, 15 de junio de 1674) fue un compositor y maestro de capilla español, activo en la Catedral de Canarias.

## Vida
Nació en Navarra, hacia 1634. De muy pequeño fue llevado a Burgos, en cuya Catedral recibió su educación musical a manos del maestro Bartolomé Olague. El cambio de voz le dejó con una hermosa voz de contralto y posiblemente se trasladó a Madrid a terminar su educación. Tras un breve paso por la Catedral de Cuenca como cantor, se encontraba en 1655 en la Catedral de Almería, trabajando con el maestro Francisco de Losada.
Francisco de Losada abandonó Almería en 1656 para ocupar la maestría de Cádiz, dejando a Yoldi como maestro de capilla interino. Yoldi se negó a realizar unas oposiciones para ocupar el cargo de forma oficial, a pesar de los muchos apoyos que tenía. Losada había sido contactado en 1660 en Cádiz para ocupar la maestría de la Catedral de Canarias, que se encontraba vacante en ese momento. Losada rechazó el cargo, pero animó a Yoldi a presentarse, ya que conocía su talento como compositor. Yoldi en ese momento ya estaba casado con Ana María Chaleco, una navarra de Mendigorria. Tras un paso por Sevilla para realizar el examen y trabajar como cantor en la Iglesia del Salvador, Yoldi tomó posesión de la maestría de Las Palmas en 1661.
Tras los turbulentos magisterios de Redondo y Cuevas y con ayuda del racionero Andrés Gómez, la capilla recuperó la normalidad, sin incidentes importantes durante su tiempo, con una excepción. Al cantor Manuel Antonio de Mendoza no le pareció bien que Yoldi nombrase a Simón Marín como sustito durante sus ausencias. Tampoco debió parecerle bien al maestro interino hasta ese momento, Bartolomé de Vega, pero Mendoza tuvo una reacción extrema. Durante varias noches rondó la casa de Yoldi con una espada, profiriendo amenazas de matarle. Yoldi no respondió a la puerta y el mozo cantor Bartolomé Castellanos, que hacía las veces de criado, siempre decía a Mendoza que su maestro no estaba en casa. Mendoza finalmente fue expulsado de la Catedral y abandonó la isla. Regresó a Tenerife en octubre de 1663 y solicitó ser readmitido en la capilla metropolitana con reconocimiento de su antigüedad. El prebendado Juan de Cabrejas llevó al cabildo a votar en contra de la admisión, por lo que Mendoza volvió a rondar el coro armado de una espada, amenazando a Cabrejas de cortarle las orejas. Finalmente fue denunciado a la Inquisición y desterrado a la Península, con prohibición de volver a las Canarias.
En 1668 el Miguel de Yoldi, sufrió un ataque de perlesía, que lo dejó incapacitado para el cargo. El 16 de noviembre de ese año se leyó un memorial de Juan de Figueredo Borges y diez días después fue contratado como tenor y maestro de capilla suplente por doscientos ducados y dos cahices de trigo anuales, para que:

[...] supla la falta del maestro de capilla en sus enfermedades y todas las ocasiones que se ofrecieren, y con cargo que haga ejercicio los días de él, y los músicos le obedezcan como al mismo maestro, y enseñe cuatro muchachos, los que le parecieren más a propósito, para tiples.

La llegada de Figueredo coincidió con la partida de numerosos músicos, lo que necesitó de una reorganización de la capilla y la contratación de algunos músicos, que se realizó de forma local para ahorrar costes, en un ciclo económico bajo. El cabildo dio varios préstamos a Yoldi para sostenerlo mientras se recuperaba. Yoldi, que no mejoraba, sin embargo participó en las celebraciones de la Navidad de 1668. Estuvo con los músicos, por lo que cobró 50 reales, como los demás músicos, mientras que Figueredo cobraba los 150 del maestro de capilla.
El 30 de agosto de 1669, fue nombrado maestro de capilla en respuesta a una petición propia. De hecho, no fue el primer portugués en ocupar el cargo, ya que Gaspar Gomes y Manuel de Tavares lo habían precedido en el cargo. Hubo ciertas discusiones sobre el nombramiento, ya que existía la esperanza de una recuperación de Yoldi, pero se ratificó el nombramiento.
Yoldi continuó recibiendo préstamos y colaborando de forma regular como músico en la capilla, por lo menos desde 1672, hasta el 15 de abril de 1674, fecha en la que falleció de forma inesperada Figueredo. Yoldi se presentó inmediatamente ante el cabildo, ofreciéndose a dirigir de nuevo la capilla de música. Le fue concedido el cargo a cambio de su antiguo salario. Pero no debía estar tan recuperado como creía, ya que falleció tres meses después, el 15 de junio de 1674.
Yoldi falleció sin descendencia y su viuda, Ana María Chaleco, pidió el 4 de julio ayuda para regresar a Navarra. Se le concedieron 400 reales, que empleó para pagar un pasaje. Desgraciadamente el barco fue apresado por corsarios moriscos y estuvo presa cinco años en Argel hasta 1679, cuando una de las órdenes redentoras la rescató a cambio de 450 pesos.

## Obra
Se han conservado una buena parte de las obras de Yoldi en la Catedral de Canarias. Cultivó un estilo más sobrio que Figueredo, más cercano a la escuela castellana. Sus obras no siempre muestran un bajo continuo, sinoque se fracciona en dos acompañamientos yuxtapuestos. En general, ambos maestros complementan sus obras dentro de una tradición musical comenzada en la Catedral por Manuel Tavares. Se conservan en el archivo de la catedral diez y seis obras del maestro.

### Grabaciones
- 2014 — La Creación Musical en Canarias 44. Grupo vocal Odhecaton. Piros.